# Helmut Goeb
Helmut Goeb (* vor 1966) ist ein deutscher Übersetzer.

## Leben
Helmut Goeb übersetzte von den Sechziger- bis zu den Achtzigerjahren des 20. Jahrhunderts zahlreiche Kinder- und Jugendbücher sowie Sachbücher aus dem Niederländischen, Englischen und Französischen ins Deutsche.

## Übersetzungen
- Max van Amstel: Es begann auf der Borgholm, Bielefeld 1966
- Max van Amstel: Leben mit Licht und Schatten, Bielefeld 1965
- Ans Arnoldus: So ist Tiffi, Hannover 1990
- Ans Arnoldus: Tilli und Tiffi, Hannover 1979
- Henri Arnoldus: Bollejan, Hannover
  - 1. Bollejan auf heißer Spur, 1974
  - 2. Bollejan hilft dem Kommissar, 1974
  - 3. Bollejan geht in die Luft, 1975
  - 4. Bollejan und die Geheimzeichen, 1975
  - 5. Bollejan entlarvt den spanischen Reiter, 1978
  - 6. Bollejan trifft ins Schwarze, 1978
  - 7. Bollejan riskiert alles, 1980
  - 8. Bollejan landet in der Wüste, 1982
- Henri Arnoldus: Jockel und Jako, Hannover 1981
- Henri Arnoldus: Pitje Puck als Detektiv, Hannover 1971
- Henri Arnoldus: Pitje Puck als Schneider, Berlin 1970
- Henri Arnoldus: Pitje Puck auf Jagd, Berlin 1970
- Henri Arnoldus: Pitje Puck auf Reisen, 1975
- Henri Arnoldus: Pitje Puck, der Held des Tages, Berlin 1970
- Henri Arnoldus: Pitje Puck, die Sportskanone, Hannover 1972
- Henri Arnoldus: Pitje Puck kann nichts erschüttern, Hannover 1971
- Henri Arnoldus: Pitje Puck löst jedes Rätsel, Hannover 1975
- Henri Arnoldus: Pitje Puck macht tolle Streiche, Hannover 1969
- Henri Arnoldus: Pitje Puck sucht einen Schatz, Hannover 1972
- Henri Arnoldus: Pitje Puck überlistet den Dieb, Hannover 1970
- Henri Arnoldus: Pitje Puck und das große Geheimnis, Hannover 1973
- Henri Arnoldus: Pitje Puck und sein Hund, Hannover 1969
- Henri Arnoldus: Pitje Puck will Fische fangen, Hannover 1969
- Henri Arnoldus: Tim und Toni, Hannover
  - 1. Tim und Toni, die beiden Spaßvögel, 1982
  - 2. Tim und Toni bleibt nichts erspart, 1982
  - 3. Tim und Toni finden Schlappohr, 1982
  - 4. Tim und Toni fahren Motorrad, 1982
  - 5. Tim und Toni unter bösem Verdacht, 1983
  - 6. Tim und Toni haben verrückte Ideen, 1983
  - 7. Tim und Toni setzen auf Sieg, 1984
  - 8. Tim und Toni unter Wasser, 1984
- Henri Arnoldus: Tupp und Jupp, Hannover
  - 1. Tupp und Jupp, 1976
  - 2. Tupp und Jupp und ihr dicker Freund, 1976
  - 3. Tupp und Jupp in Gefangenschaft, 1976
  - 4. Tupp und Jupp die beiden Schlingel, 1976
- Henri Arnoldus: Zauberer Zwirbelbart, Hannover
  - 1. Zauberer Zwirbelbart fliegt hoch hinaus, 1984
  - 2. Zauberer Zwirbelbart überlistet die Hexe, 1984
  - 3. Zauberer Zwirbelbart macht eine tolle Erfindung, 1986
  - 4. Zauberer Zwirbelbart im Zwergenland, 1986
- Thea Beckman: Kreuzzug ins Ungewisse, Wien [u. a.] 1978
- Paul Lewis Bennett: Tims Abenteuer, Stuttgart 1963
- Inger Betzema: 100 Blattpflanzen in Farbe, München [u. a.] 1978
- Eibert H. Bunte: Die atomare Herausforderung, München 1968
- Clive Dalton: Das Inselabenteuer, Stuttgart 1962
- Miep Diekmann: Annejet, Balve
  - Das Eis bricht, 1966
  - Mit Luuk in einer Klasse, 1966
  - Zwei und ein Paddelboot, 1966
  - Ferien einmal anders, 1967
  - Eine unglaubliche Neuigkeit, 1967
- Eduard H. Hermans: Humor in der Medizin, Hanau/Main 1964
- Rob Herwig: Leichter gärtnern, München [u. a.] 1972
- Rob Herwig: 201 Gartenpflanzen in Farbe, München [u. a.] 1970
- Ton Hulsebusch: Nie mehr Langeweile, Hannover
  - 1 (1979)
  - 2 (1980)
- Willem Gerrit van de Hulst: Rosemarie, Aschaffenburg 1963
- Willem Gerrit van de Hulst: Rosemarie in der Schule, Aschaffenburg 1963
- Willem Gerrit van de Hulst: Rosemarie und das alte Fräulein, Aschaffenburg 1964
- Willem Gerrit van de Hulst: Rosemarie und der rote Pitt, Aschaffenburg 1963
- Martinus Knoop: Kluge Erziehung – frohe Kinder, Heidelberg 1962
- Albert Kriekemans: Ehe- und Familienleben, Heidelberg 1961
- Sipke van der Land: Streit um ein Messer, Wuppertal 1967
- Sipke van der Land: Vito, der kleine Rebell, Wuppertal 1967
- Kathinka Lannoy: Die Kinder vom Amstelfeld, Wien [u. a.] 1967
- Kathinka Lannoy: Wiedersehen mit Piet, Wien [u. a.] 1968
- Maurits Mok: Dr. Kwekkeltee findet ein Pferd, München 1966
- Lucie Rauzier-Fontayne: André hält durch, Balve (Westf.) 1963
- Leonard Roggeveen: Herr Daantje geht aufs Eis, Wien [u. a.] 1964
- Leonard Roggeveen: Herr Daantje hütet das Haus, Wien [u. a.] 1964
- Leonard Roggeveen: Herr Daantje und sein Bart, Wien [u. a.] 1964
- Leonard Roggeveen: Jan-Jaap baut einen Schneemann, Wien [u. a.] 1965
- Leonard Roggeveen: Jan-Jaap findet Freunde, Wien [u. a.] 1964
- Leonard Roggeveen: Jan-Jaap hat Geburtstag, Wien [u. a.] 1964
- Leonard Roggeveen: Jan-Jaap und seine Eisenbahn, Wien [u. a.] 1965
- Leonard Roggeveen: Jan-Jaap und seine Tiere, Wien [u. a.] 1964
- Leonard Roggeveen: Niki hat Geburtstag, Wien [u. a.] 1980
- Maaike Visser: Renée träumt, Balve in Westf. 1965
- Robb White: Geheimnis der See, Berlin-Schöneberg 1961
- Cornelis Wilkeshuis: Die goldene Schatztruhe, Wien [u. a.] 1966
- Cornelis Wilkeshuis: Kleine Schneefeder, Wien [u. a.] 1970
- Cornelis Wilkeshuis: Die wunderbare Rettung, Wien [u. a.] 1967

| Personendaten    | Personendaten        |
| ---------------- | -------------------- |
| NAME             | Goeb, Helmut         |
| KURZBESCHREIBUNG | deutscher Übersetzer |
| GEBURTSDATUM     | vor 1966             |